# Australopithecus garhi
Espèce
Australopithecus garhi est une espèce éteinte d’Hominina appartenant au genre également éteint des australopithèques, ayant vécu au début du Pléistocène inférieur (Gélasien), il y a environ 2,5 millions d’années, dans la région Afar, en Éthiopie. Les premiers fossiles attribués à cette espèce ont été découverts en 1997 dans la formation géologique de Bouri, dans le moyen-Awash, et l'espèce a été décrite en 1999. Comme les autres espèces d'australopithèques, A. garhi a un volume cérébral d'environ 450 cm3, une mâchoire prognathe, et des molaires et prémolaires plus volumineuses que le genre Homo. Des fossiles postcrâniens trouvés au voisinage mais dont l'attribution reste incertaine montrent une locomotion bipède et des membres supérieurs ayant conservé une capacité arboricole. Ils laissent envisager un dimorphisme sexuel comparable aux autres espèces d'australopithèques.
Les découvreurs d'A. garhi ont envisagé, pour la première fois s'agissant d'une espèce pré-Homo, qu'il ait pu fabriquer des outils lithiques, en raison d'ossements animals présentant des marques de découpe trouvés à proximité des fossiles, mais il n'existe pas encore de preuves suffisamment solides pour l'assurer. Les chercheurs n'excluent pas aujourd'hui que les premiers outils lithiques aient été fabriqués dès le Pliocène par des australopithèques plutôt que par Homo habilis, comme on l'a longtemps supposé.

## Historique

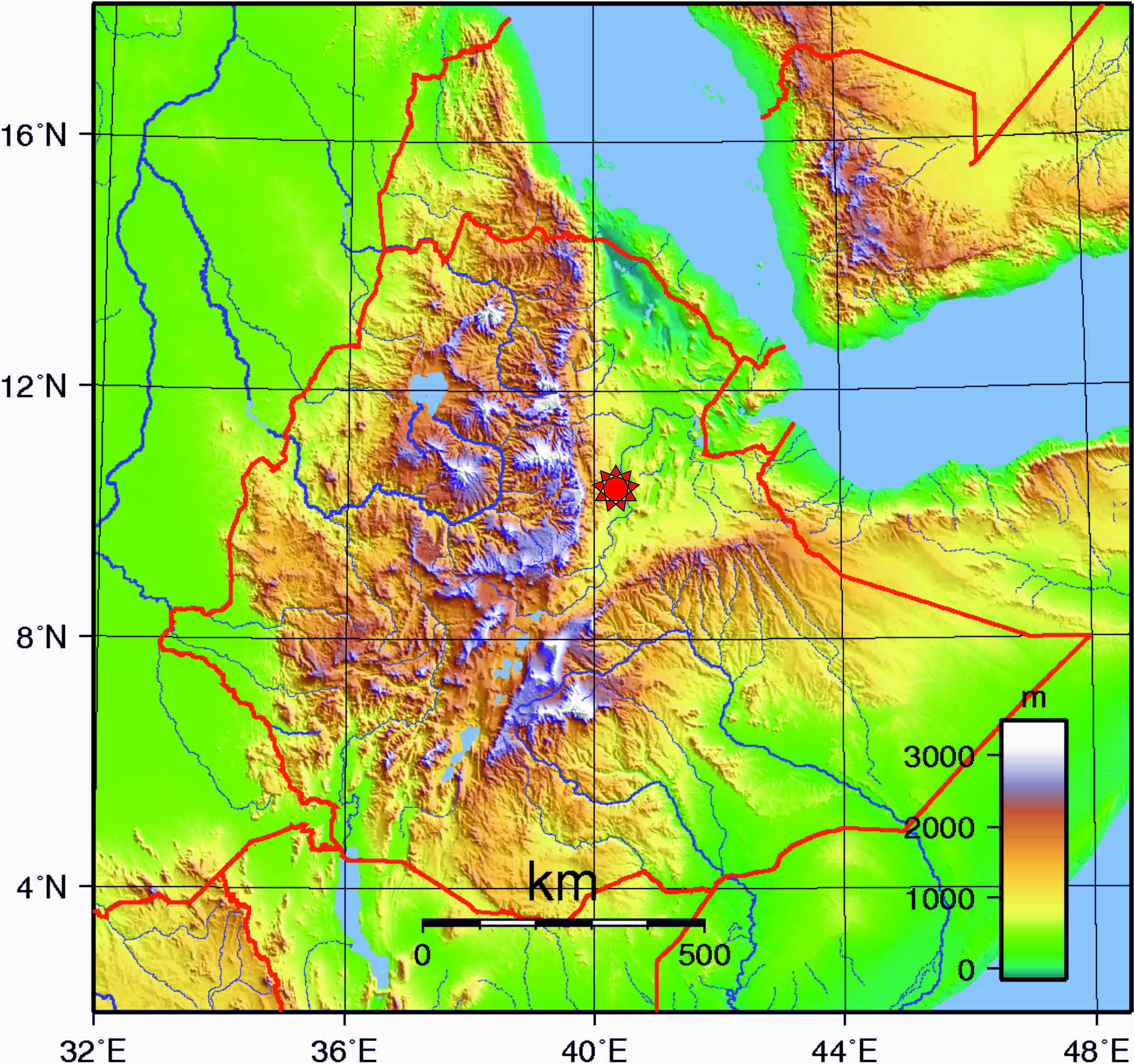
Localisation du moyen-Awash, où furent découverts les fossiles d'Australopithecus garhi

Australopithecus garhi a été décrit en 1999 par les paléoanthropologues Berhane Asfaw, Timothy White, Owen Lovejoy (en), Bruce Latimer, Scott Simpson et Gen Suwa (en) sur la base de fossiles découverts peu auparavant dans les niveaux Hatayae de la formation géologique de Bouri (en), dans le Moyen-Awash (en), dans la région Afar, en Éthiopie.
Comme les caractéristiques d'A. garhi étaient inattendues aux yeux des découvreurs, l'espèce a reçu l'épithète spécifique garhi, qui signifie « surprise » dans la langue locale afar,. 

## Fossiles

### Fossiles de l'hypodigme
Le spécimen holotype, un crâne partiel (BOU-VP-12/130), a été découvert le 20 novembre 1997 par le paléoanthropologue éthiopien Yohannes Haile-Selassie.
Le 17 novembre 1997, le paléoanthropologue français Alban Defleur avait découvert une mandibule complète (BOU-VP-17/1) à environ 9 km au nord, dans la localité d'Esa Dibo de la formation Bouri.

### Fossiles voisins
Les premiers fossiles attribuables au genre des australopithèques ont été découverts sur le site de Bouri en 1996. Ils comprennent un ulna (cubitus) adulte (BOU-VP-11/1), découvert le 17 novembre 1996 par T. Assebework, et un squelette partiel (BOU-VP-12/1), découvert 13 jours plus tard par Timothy White, incluant un fémur gauche, un humérus droit, un radius et un ulna, un fibula (péroné), un pied et une mandibule partiels. D'autres fragments de crâne (BOU-VP-12/87) ont été collectés à 50 mètres au sud de BOU-VP-12/1. Le paléoanthropologue américain David DeGusta a découvert un humérus (BOU-VP-35/1) à 1 km au nord de BOU-VP-17/1.
Cependant, BOU-VP-11, -12 et -35 ne peuvent pas être attribués de manière assurée à Australopithecus garhi.

### Autres fossiles
Des restes d'Hominina découverts en 1990 sur deux sites proches - un os pariétal partiel (GAM-VP-1/2), une mandibule gauche (GAM-VP-1/1) et un humérus gauche (MAT-VP-1/1) - sont inattribuables à un genre précis.

## Datation
Les fossiles de l'hypodigme sont datés d'environ 2,5 millions d'années sur la base d'une datation argon-argon.

## Description
Comme les autres espèces d'australopithèques, A. garhi a un volume cérébral d'environ 450 cm3, une légère crête sagittale longeant la ligne médiane du crâne et une mâchoire prognathe. Les dents postcanines, molaires et prémolaires, sont massives (mégadontie post-canine (en)), similaires ou supérieures à celles des autres australopithèques et de Paranthropus robustus, espèce à grandes dents.
Comme Australopithecus afarensis, trouvé dans la même région, A. garhi a un rapport humérus / fémur semblable à celui d'un humain, mais un index brachial (rapport entre le bras inférieur et le haut du bras) semblable à un chimpanzé, ainsi que des phalanges de la main incurvées. Ceci est généralement interprété comme une adaptation à une locomotion bipède tout en conservant une capacité arboricole pour pouvoir saisir des fruits dans les arbres.
Le spécimen d'humérus catalogué BOU-VP-35/1 est nettement plus grand que l'humérus du squelette BOU-VP-12/1, ce qui pourrait indiquer un dimorphisme sexuel, avec des mâles plus gros que les femelles, à un degré similaire à ce qui est constaté chez A. afarensis. Cela pourrait toutefois représenter une variabilité normale au sein de l'espèce car il est difficile de conclure sur la base de seulement deux spécimens. Dans la première hypothèse, BOU-VP-12/130 est considéré comme un mâle et BOU-VP-17/1 comme une femelle. Les paranthropes contemporains d'Afrique de l'Est ont à peu près la même taille qu'A. garhi, estimée pour les mâles à environ 140 cm.
Les australopithèques auraient eu des taux de croissance rapides et semblables à ceux des chimpanzés, sans l'enfance prolongée typique d'Homo sapiens. Cependant, les jambes d'A. garhi seraient longues, contrairement à celles d'autres australopithèques, et, chez Homo sapiens, des membres allongés se développent pendant la poussée de croissance retardée de l'adolescence. Cela pourrait signifier qu'A. garhi, par rapport aux autres australopithèques, aurait eu soit une croissance globale plus longue, soit un taux de croissance des jambes plus rapide.

## Phylogénie
En Afrique de l'Est, les fossiles d'Hominina datés entre 3 et 2 millions d'années sont rares, à l'exception des vestiges de Paranthropus aethiopicus, contrairement à l'Afrique du Sud qui a livré de nombreux fossiles d'Australopithecus africanus datés de cette période.
Les descripteurs originaux considéraient A. garhi comme un descendant d'Australopithecus afarensis, l'ayant trouvé dans la même région, principalement sur la base de similitudes dentaires. Bien qu'ils aient attribué les fossiles au genre Australopithecus, ils ont avancé l'idée qu'A. garhi pourrait représenter un ancêtre du genre Homo.
En 1999, les paléoanthropologues américains David Strait et Frederick E. Grine ont cependant conclu qu'A. garhi était un cousin du genre Homo plutôt qu'un ancêtre car A. garhi et Homo ne partageraient selon eux aucune synapomorphie, c'est-à-dire des traits dérivés communs,.
La découverte en Éthiopie, publiée en 2015, de la mandibule partielle LD 350-1, attribuée au genre Homo, a fait reculer son ancienneté à 2,8 millions d'années, un âge bien supérieur à celui d'A. garhi. De plus, A. garhi possède des dents jugales massives, alors que LD 350-1 présente des dents jugales réduites, ce qui est une caractéristique des espèces du genre Homo.

## Régime alimentaire
Les grandes dents des espèces d'australopithèques ont historiquement été interprétées comme des adaptations à un régime d'aliments coriaces, mais elles peuvent aussi n'avoir servi que pendant les périodes plus maigres pour des aliments de second choix plus durs. La morphologie dentaire peut ainsi ne pas représenter le régime alimentaire usuel des australopithèques, mais plutôt un régime inhabituel en période de disette.

## Usage d'outils
Bien qu'A. garhi n'ait été trouvé avec aucun outil associé, les os de mammifères trouvés avec ses fossiles présentent des marques de découpe et de percussion faites avec des outils en pierre : la mandibule gauche d'un bovidé alcélaphin avec trois marques de découpe successives et sans ambiguïté vraisemblablement faites en retirant la langue, un tibia de bovidé avec des marques de découpe, des marques de hachage et des cicatrices d'impact d'un marteau, peut-être infligées pour récolter la moelle osseuse. Un fémur de l'équidé Hipparion présente des marques de découpe compatibles avec un démembrement et un filetage.
L'absence d'outils en pierre avec les fossiles pourrait s'expliquer par le fait que la localité de Hatayae était probablement une bordure de lac herbeuse sans relief avec peu de matières premières pour fabriquer des outils en pierre. Il est possible que ces Hominina créaient et transportaient des outils vers des sites de boucherie dans l'intention de les utiliser plusieurs fois avant de les jeter,, mais il est également possible qu'il ne s'agissait pas d'outils taillés mais de pierres naturellement coupantes.
Sur le site voisin de Kada Gona, où on trouve une abondance de matières premières, de nombreux outils oldowayens datés de 2,56 millions d'années ont été découverts depuis 1992. Comme A. garhi était la seule espèce identifiée dans les environs à l'époque, elle était apparue comme un bon candidat pour être l'auteur de ces outils,. Cependant, en 2015, une mandibule attribuée au genre Homo, LD 350-1, a été découverte à Ledi-Geraru (en), également dans la région Afar, datée de 2,8 à 2,75 millions d'années. D'autres outils oldowayens ont été trouvés en 2019 à Ledi-Geraru, datés d'environ 2,6 millions d'années, légèrement antérieurs aux artéfacts de Kada Gona, et tous ces outils peuvent donc à nouveau être attribués au genre Homo, inventeur des outils oldowayens à arêtes vives.
Néanmoins, d'autres australopithèques ont été associés à la fabrication d'outils en pierre, après la découverte en 2010 de marques de découpe datées de 3,4 millions d'années contemporaines d'Australopithecus afarensis, et la découverte en 2015 du lomekwien du lac Turkana daté de 3,3 millions d'années, contemporain de Kenyanthropus.

### Publication originale
- (en) Berhane Asfaw, Timothy White, Owen Lovejoy, Bruce Latimer, Scott Simpson et Gen Suwa, « Australopithecus garhi: a new species of early hominid from Ethiopia », Science, vol. 284, no 5414,‎ avril 1999, p. 629–635 (PMID 10213683, DOI 10.1126/science.284.5414.629, Bibcode 1999Sci...284..629A, lire en ligne)